# Межі приватизації
"Межі приватизації" – остання, на сьогодні, доповідь Римського клубу. Видана у 2005 році англійською мовою – Limits to Privatization, а у 2007 році німецькою мовою – Grenzen der Privatisierung. 
Доповідь була підготовлена під керівництвом та редакцією відомого члена Римського клубу Ернста Ульріха фон Вайцзекера, колишнього голови парламентської комісії з питань економічної глобалізації (2000-2002) та голови парламентського комітету з екологічної політики (2002-2005) бундестагу ФРН, з 2006 року – декана Школи ім. Дональда Брена Каліфорнійського університету в Санта-Барбарі (США).
Ця книга стала першим глибоким аудитом приватизаційних процесів у всьому світі в останні десятиліття. В ній в загальних рисах окреслюється історичний розвиток процесів глобалізації і лібералізації економіки та аналізується досвід понад 50 найкращих і найгірших прикладів приватизації у світі. На цій основі в доповіді пропонуються рекомендації щодо політики та дій, які забезпечили б оптимальний баланс між можливостями і відповідальністю держави та приватного сектора з урахуванням зростаючої важливої ролі громадянського суспільства.
Як зазначив в передмові до книги президент Римського клубу принц Ель Хасан бін Талал «приватизація спрямована на підвищення економічної ефективності й виявилася показово успішною в цьому відношенні. Однак сама по собі вона не веде до справедливого розподілу добробуту, що є завданням демократичної держави. Римський клуб вдячний авторам за доповідь, що надає оцінку приватизації на базі широкого світового досвіду. Розділ "Уроки приватизації", якщо не вся доповідь, мав би стати обов’язковим для читання ... для національних політиків в усьому світі, а також для провідних менеджерів компаній.»
Українська асоціація Римського клубу ( [Архівовано 25 березня 2022 у Wayback Machine.]) веде роботу над українським виданням доповіді.